# Yo! Check Out This Ride! EP
Yo! Check Out This Ride! EP é um EP da banda The Aquabats, lançado em 2004.

## Faixas
Todas as faixas por The Aquabats, exceto onde anotado.
1. "Yo, Check Out This Ride!" — 3:32
2. "Todd-1 in Space Mountain Land!" — 1:31
3. "Zero Hour!" (The Plimsouls) — 2:07
4. "Big Sky!" (The Kinks) — 3:03
5. "Throw Away the Trash!" (The Kids of Widney High) — 3:19

## Créditos
- The MC Bat Commander — Vocal
- Crash McLarson — Baixo
- Jimmy The Robot — Saxofone, teclados
- Prince Adam — Guitarra rítmica, sintetizador, trompete
- Chainsaw, Prince of Karate — Guitarra
- Ricky Fitness — Bateria